# A Noise from the Deep
A Noise from the Deep er en amerikansk stumfilm fra 1913 af Mack Sennett.

## Medvirkende
- Mabel Normand som Mabel
- Roscoe Arbuckle som Bob
- Charles Avery
- Nick Cogley
- Alice Davenport